# Argyrolepidia perisa
Argyrolepidia perisa là một loài bướm đêm trong họ Noctuidae.